# Divercine
El Festival Internacional de Cine para Niños y Jóvenes Divercine es un festival de cine llevado a cabo en la ciudad de Guadalajara, del estado de Jalisco (México). 
Está enfocado y dirigido al público joven. Es considerado el evento cinematográfico infantil más importante de América Latina y el segundo en el mundo después del Prix Jenuesse de Alemania. Esta es la única subsede en México, en Latinoamérica existen otras subsedes en varios países como Argentina, Brasil, Colombia, Chile, Venezuela, República Dominicana y Uruguay.
Este festival tiene una duración de 7 días, en los cuales se exhiben películas con temáticas avaladas por la Unesco entre ellas la integración social, los derechos de los niños, la no violencia y los valores se realizan también actividades alternas como la impartición de talleres creativos en torno a la televisión, el cine y el video; y se realizan debates, exposiciones y charlas con realizadores de renombre.